# Coleophora salinella
Coleophora salinella — вид лускокрилих комах родини чохликових молей (Coleophoridae).

## Поширення
Вид поширений майже по всій Європі від Великої Британії до України, на південь до Піренейського півострова, Сицилії та Кіпру.

## Опис
Розмах крил 8,5-13 мм.

## Спосіб життя
Гусениці живляться листям лутиги та солонянки. Вони живуть у майже гладкому, сірувато-коричневому, трійчастому, трубчастому шовковому корпусі завдовжки близько 6 мм. Личинок можна зустріти з вересня по жовтень, потім вони зимують і заляльковуються в червні або липні.